# Adam Figiel
Adam Figiel – polski inżynier, dr hab. nauk rolniczych, profesor nadzwyczajny i kierownik Instytutu Inżynierii Rolniczej Wydziału Przyrodniczego i Technologicznego Uniwersytetu Przyrodniczego we Wrocławiu.

## Życiorys
3 czerwca 1997 obronił pracę doktorską Wpływ wilgotności na właściwości reologiczne nasion bobiku, 14 grudnia 2010 habilitował się na podstawie pracy zatytułowanej Wpływ warunków suszenia z zastosowaniem metody mikrofalowo-podciśnieniowej na kinetykę suszenia i jakość wybranych produktów roślinnych. 22 stycznia 2016  nadano mu tytuł profesora w zakresie nauk rolniczych.  Objął funkcję profesora nadzwyczajnego i kierownika w Instytucie Inżynierii Rolniczej na Wydziale Przyrodniczym i Technologicznym Uniwersytetu Przyrodniczego we Wrocławiu.